# Tinea antricola
Tinea antricola är en fjärilsart som beskrevs av Edward Meyrick 1924. Tinea antricola ingår i släktet Tinea och familjen äkta malar. Inga underarter finns listade i Catalogue of Life.